# Teatro por horas
El teatro por horas o de funciones por horas fue un modelo de programación teatral aparecido en Madrid hacia 1868. Duró hasta la década de 1910, alcanzando su mayor esplendor en el ocaso del siglo XIX. Consistía en la puesta en escena de una serie de pequeñas piezas teatrales de corta duración. Aparecieron primero en los cafés-teatro de la capital española y se extendieron luego al resto de locales, tanto en Madrid como en algunas capitales de provincia. Tuvo especial desarrollo en teatros como el Apolo, «catedral del género chico», el más lujoso de los que albergaron este tipo de representaciones. También se llamó así a los locales en los que se programaban este tipo de obras.

## Origen
El origen del teatro por horas, que luego se identificaría con el llamado «género chico», nació como una iniciativa de un colectivo de actores empresarios muy populares en el Madrid de la segunda mitad del siglo XIX, Antonio Riquelme —a quien se atribuye la idea—, José Vallés y Juan José Luján.
Escogieron como plataforma los cafés-teatro o salones, poniendo en escena una sucesión de obras de corta duración que permitía una mayor afluencia de público, que podía decidir cuántas sesiones deseaba ver, porque cada una de estas era independiente y no duraba más de una hora. Se suprimió la consumición y bajó el precio de las entradas. El teatro por horas, como alternativa económica a los altos precios del teatro convencional y los cafés-concierto, se hizo muy popular.
Tras su presentación y lanzamiento en los llamados cafés-teatro, las primeras salas teatrales en acoger el teatro por horas fueron el Variedades y el Lope de Rueda, que ofrecían una selección de dos a cuatro obras diarias.

### Repertorio y  autores
El repertorio del teatro por horas se componía de distintos subgéneros del teatro musical: sainete, juguete cómico, zarzuelita, revista, parodia y opereta; todas ellas de carácter cómico y tono «ligero».

## Teatros
En la capital española, los primeros teatros convencionales que albergaron teatro por horas, como el Variedades y el Lope de Rueda, pronto tuvieron la competencia de otros locales, como el teatro Alhambra, el Lara, el Eslava, el Martín, el Apolo, el Romea y el Cómico. Más tarde programaron esta fórmula salas dedicadas tradicionalmente a los géneros clásicos, como la Comedia, la Zarzuela y el Novedades, además de algunos teatros de verano de Madrid como el Felipe, Recoletos, Príncipe Alfonso, Maravillas y Eldorado.
Tal fue el éxito comercial del teatro por horas que solo en las salas clásicas, como el Español, el María Guerrero y La Comedia, se siguió programando teatro tradicional y, en el caso del Teatro Real, ópera.

## Polémicas y decadencia
Frente al fervor popular de los diversos géneros que alimentó el teatro por horas, los defensores del teatro tradicional, invocando razones morales, económicas y artísticas, llegaron a escribir duras apologías como esta que firmaba Francisco Blanco García:

No es nada lisonjera la impresión general que dejan en el ánimo la plétora de medianías, el retraimiento de los poetas de más esperanzas, y la extinción casi total del genio luminoso y creador, triple motivo de la decadencia de nuestro teatro, a la que también concurren en fabuloso incremento de los espectáculos innobles, populacheros y de baja estofa, y el extravío de una gran parte del público, que no solo los sufre, sino que también los ríe, paga y aplaude.

No queda claro si fue la furia de los críticos recalcitrantes, la supuesta mengua de brillantez de los autores o el hastío natural del público, pero lo cierto es que a medida que fue avanzando el siglo XX la fórmula del teatro por horas dejó paso a nuevas ofertas e innovaciones.

## Influencia
Se ha aceptado que el teatro por horas español preparó el camino a experiencias posteriores como el teatro naturalista de Galdós, o el teatro social de Jacinto Benavente y Joaquín Dicenta.
Fue importante también la influencia del teatro por horas en la Argentina, cuyos dramaturgos lo adaptaron a los gustos locales, fundiéndolo con otras influencias culturales, como el teatro grotesco italiano, que dio origen al llamado «grotesco criollo». Todo ello se reflejó en el movimiento cultural Teatro Abierto, en plena dictadura militar de las décadas de 1970 y 1980.